# Дуэт (Флэш)
Дуэт (англ. Duet), также известный как Динамический дуэт (англ. Dynamic Duet) и Музыкальный кроссовер DC (англ. DC Musical Crossover) — семнадцатый эпизод третьего сезона телесериала 2014 года «Флэш». Премьера эпизода состоялась 21 марта 2017 года на канале The CW, он снят в жанре мюзикла и является кроссовером с другим телесериалом The CW, «Супергёрл». Грант Гастин, Мелисса Бенойст и Даррен Крисс исполнили роли Флэша, Супергёрл и Музыкального мастера соответственно; ранее все трое снимались в «Хоре», популярном телесериале на музыкальную тематику. Неофициальным началом кроссовера считается финальная сцена эпизода «Супергёрл» под названием «Несчастные»: в ДВО приводят пойманного Музыкального мастера, который тут же сбегает, Супергёрл взглянула ему в глаза и тут же потеряла сознание.

## Сюжет
В Лаборатории С. Т. А. Р. открывается межпространственный портал, через который проходят Мон-эл Даксамский и Дж’онн Дж’онзз. Они принесли Супергёрл, которая после того, как взглянула в глаза Музыкальному мастеру, находится без сознания. Как оказалось, Музыкальному мастеру также нужен Флэш. Через некоторое время они находят преступника, но в процессе непродолжительной схватки Барри также без сознания. Он просыпается в мире, где он и Кара бессильны и являются певцами в ночном клубе Головореза Морана, который как две капли воды похож на Малкольма Мерлина (исполнение песни Moon River). Также в этом клубе работают пианист Грейди (выглядящий как Уинн Шотт) и официант Пабло (точная копия Циско Рамона). Музыкальный мастер объясняет им, что они очнутся, если будут следовать сценарию, но смерть здесь означает смерть в реальности (исполнение песни Put a Little Love in Your Heart). Вскоре Барри и Кару похищают люди Дигсби Флосса (копия Джо Уэста), который воспитывает дочь, Милли, со своим сообщником (выглядящим как Мартин Штайн). Флосс утверждает, что его дочь удерживает силой Головорез Моран, а так как Барри и Кара работают на него, они должны помочь.
Как выясняется Милли влюблена в сына Головореза, Томми Морана, и ушла с ним добровольно. Поняв, что влюблённые выглядят как Айрис и Мон-Эл, Барри и Кара чувствуют себя неловко. Тем не менее они уговаривают пару открыть их отношения родителям. Первоначально родители принимают всё спокойно (исполнение песни More I Cannot Wish You), но впоследствии между Мораном и Флоссом всё равно начинается война. Между тем в реальном мире Марсианский охотник и Кид-Флэш пытаются поймать Музыкального мастера, который использует способности Флэша и Супергёрл, чтобы ограбить банк. Их попытка увенчалась успехом, Музыкальный мастер оказался в камере внутри ускорителя, но вопреки всем ожиданиям не может привести Барри и Кару в чувство, так как это зависит не от него. В своём мире Барри и Кара исполняют песню Super Friend (оригинальная композиция) и, так как снаружи начинается война между бандами Морана и Флосса, они оказываются тяжело раненными под перекрёстным огнём. Их спасает сила Циско, позволившая обоим молодым людям почувствовать поцелуи Айрис и Мон-Эла, вновь принять их любовь и очнуться. Как оказалось, Музыкальный мастер — миролюбивая сущность из иного измерения, которая пыталась помочь Барри и Каре вновь найти в себе любовь. Объяснив им это, он растворяется в воздухе. Дж’онн, Кара и Мон-Эл возвращаются на Землю-38, а Барри уводит Айрис к ним домой, где он поёт ей серенаду (песня Runnin' Home to You) и вновь делает ей предложение, на этот раз от чистого сердца.

## Производство

### Кастинг
Актёры основного состава «Флэша» — Грант Гастин, Карлос Вальдес, Даниэль Панабэйкер, Кэндис Паттон, Том Кавана, Джесси Л. Мартин и Кинан Лонсдейл — вернулись к своим ролям в данном эпизоде. В январе 2017 года к актёрскому составу присоединился Даррен Крисс, которого утвердили на роль Музыкального мастера. В качестве гостей в эпизоде появились Мелисса Бенойст, Дэвид Хэрвуд, Джереми Джордан, Крис Вуд, Джон Барроумэн и Виктор Гарбер.

### Съёмки
Съёмки «Дуэта» проходили с 1 по 15 февраля 2017 года. Режиссёром эпизода был назначен Дермотт Даунс.

### Музыка
В январе 2017 года стало известно, что Рейчел Блум была приглашена, чтобы написать одну оригинальную композицию для эпизода, получившую название Superfriends; эту композицию. как предполагалось, должны были исполнить Гастин и Бенойст. Как объяснила композитор «как только я узнала, что они готовят музыкальный кроссовер, я тут же отправила электронное письмо [президенту The CW] Марку Педовицу, он и помог мне связаться с Грегом [Берланти] и Эндрю [Крайсбергом]. Я тут же предложила им свои услуги. Как только они выбрали одну из моих идей, я сразу же связалась со своим боссом по сериалу „Робоцып“ Томом Рутом и… в процессе мозгового штурма мы написали Superfriends. Я была взволнована тем, что могу внести вклад в популяризацию мюзиклов на телевидении. Музыка может стать одним из самых эффективных способов раскрытия персонажей и развития сюжета. Тем более, что это очень увлекательно, написать весёлую песню для двух супергероев». Позднее песню переименовали в Super Friend.
В дополнение, лауреаты премии Оскар за лучшую оригинальную песню (City of Stars из фильма «Ла-Ла Ленд») Бендж Пасек и Джастин Пол также были приглашены, чтобы написать ещё одну оригинальную композицию, Runnin' Home to You, которую в эпизоде исполнил Грант Гастин. По словам Крайсберга «Бендж и Джастин — дуэт, пишущий песни для премьер нашего времени… О том, чтобы заполучить их в наш музыкальный эпизод, мы даже не могли и мечтать. Надеемя, все влюбятся в ту песню, которую они для нас написали, настолько же сильно. насколько влюбились в неё мы».
22 марта 2017 года, на следующий день после премьеры музыкального кроссовера, лейбл WaterTower Music выпустил диск с песнями, прозвучавшими в эпизоде. Официальный саундтрек получил название The Flash — Music from the Special Episode: Duet.
| №                   | Название                                    | Автор(ы)                                  | Исполнитель                                                    | Длительность |
| ------------------- | ------------------------------------------- | ----------------------------------------- | -------------------------------------------------------------- | ------------ |
| 1.                  | «Meet the Music Meister»                    | Блэйк Нили                                |                                                                | 2:45         |
| 2.                  | «Moon River»                                | Джонни Мерсер Генри Манчини               | Мелисса Бенойст                                                | 2:14         |
| 3.                  | «Put a Little Love in Your Heart»           | Джеки Дешенон Джимми Холидей Рэнди Майерс | Даррен Крисс, Джереми Джордан, Карлос Вальдес и Джон Барроумэн | 1:54         |
| 4.                  | «More I Cannot Wish You»                    | Франк Лоессер                             | Джесси Л. Мартин, Виктор Гарбер и Джон Барроумэн               | 2:38         |
| 5.                  | «Super Friend»                              | Рэйчел Блум Том Рут                       | Мелисса Бенойст и Грант Гастин                                 | 2:14         |
| 6.                  | «Runnin’ Home to You»                       | Бендж Пасек Джастин Пол                   | Грант Гастин                                                   | 2:46         |
| 7.                  | «Runnin’ Home to You» (акустическая версия) | Пасек Пол                                 | Грант Гастин                                                   | 2:45         |
| Общая длительность: | Общая длительность:                         | Общая длительность:                       | Общая длительность:                                            | 17:16        |

## Релиз

### Показ
Премьера эпизода «Дуэт» состоялась 21 марта 2017 года на канале The CW, на следующий день после показа серии «Супергёрл» под названием «Немыслимое», в финале которой появился Музыкальный мастер. Одновременно с американской премьерой «Дуэт» был показан на канадском канале CTV Two.

### Продвижение
В начале марта 2017 года в сети появился рекламный постер, на котором эпизод был назван «Динамический дуэт», что представляет собой игру слов. Канал Fox8, которому принадлежат права на трансляцию «Супергёрл» и «Флэша» в Австралии, продвигал «Несчастных» и «Дуэт» как официальную дилогию кроссоверов, названную «Музыкальный кроссовер DC».

## Отзывы
Джесси Шедин в своём обзоре для IGN поставил кроссоверу «удивительные» 9,6 из 10. По его словам «несмотря на всю глупость ситуации, кроссовер практически не отошёл от основного сюжета „Флэша“ / „Супергёрл“. Во-первых, мы наконец-то увидели отличную командную работу Кид-Флэша, Марсианского охотника и Вайба, ставшую новым напоминанием о том, насколько глубоко Вселенная Стрелы погрузилась в основную вселенную DC. Во-вторых, сюжет этого эпизода строится непосредственно на недавних неудачах Барри и Кары в личной жизни. Мне было интересно смотреть „Дуэт“, так как меня беспокоила вероятность возникновения в кроссовере побочной романтической линии с участием Барри и Кары. Что ж, их песня Super Friends показала, что они больше друзья, чем любовники». Также критик добавил: «Вместо этого события кроссовера показывают нам решение проблем на любовном фронте Барри и Айрис, а также Мон-Эла и Кары. В конце концов оказалось, что Музыкальный мастер вовсе не такой уж и „плохиш“. Что касается Мон-Эла и Кары, надеюсь в дальнейших эпизодах „Супергёрл“ между ними не будет лжи, но поживём-увидим. На данный момент всё, что не является счастливым финалом, стало бы фальшью в звучании прекрасного, оптимистичного эпизода».
Скотт фон Довиак, пишущий для The A.V. Club, поставил серии оценку A-, написав при этом, что «на этот раз Барри не полный придурок, поскольку Грант Гастин оказался на своём месте. Бенойст также прилагает усилия, чтобы обеспечить ему это место; отчасти. возможно, это из-за того, что оба они бывшие партнёры по площадке телесериала „Хор“ (как и приглашённый злодей недели, Даррен Крисс), но до сих пор трудно отрицать, что между Флэшем и Супергёрл имеется некое притяжение во всех смыслах этого слова. Быть больше чем super friends, скорее всего, для них не вариант из-за материально-технических проблем, но если этому шоу и нужна волна положительной энергии, то они производят её с лихвой».

### Комментарии
1. 1 2  Некоторые каналы в качестве ещё одной (первой) части включали в кроссовер также 16 эпизод 2 сезона «Супергёрл», однако лишь последние несколько минут этого эпизода связаны с кроссовером